# Louis-Adrien Duperron de Castera
Pour les articles homonymes, voir Duperron et Castera.
Louis-Adrien Duperron de Castera, né à Paris en 1705 et mort le 28 août 1752 à Varsovie, est un traducteur et auteur dramatique français.

## Biographie
Fils du sieur de Castrac du Péron [sic] et de Genevière-Angélique de Gouy, il fut moine cistercien du couvent Santa Maria de Alcobaça au Portugal, Duperron de Castera est l’auteur de romans, de comédies et de traductions.
Très vivement critiqué par l’abbé Desfontaines, il lui répondit dans ses Entretiens littéraires et galants, Paris, 1738, 2 vol. in-12.
Il fut envoyé comme résident de France en Pologne où il mourut.

## Œuvres

### Romans
- Les Aventures de Léonidas et Sophonie, 1722, in-12.
- Le Théâtre des passions et de la fortune, ou les amours infortunées de Rosamidor et de Théoglaphyre ; 1731 in-12.

### Comédies
- Le Phenix, comédie en un acte, avec un Divertissement, par M. de Castera. Représentée pour la premiere fois par les Comédiens Italiens Ordinaires du Roi, le mardi 5 novembre 1731, Paris, Briasson, 1731.

### Traductions
- La Pierre philosophale des dames, ou les caprices de l’amour et du destin, 1723, in-12
- Le Tombeau de l’enchanteresse OrcaveIIe, traduite de l’espagnol de J. Inignez de Medrane, 1730, in-12
- Les Amours de Clitophon et de Leucippe, traduites du grec d’Achilles Tatius;
- Les Lusiades du Camoëns; Paris, 1735, 3 vol. in-12 (disponible sur Google Livres)
- Lettre à Riccoboni sur la comédie de L'École des maris; 1737, in-12
- Le Newtonianisme pour les dames, traduit de l’italien d’Algarotti, 1738, 2 vol. in-12
- Le Théâtre espagnol, 1738, in-12, traduction ou plutôt imitation de dix pièces de Lope de Vega
- Entretiens littéraires et galants, avec les Aventures de Palmerine et de Thamire; 1738, 2 vol, in-12
- Histoire du mont Vésuve avec l’explication des phénomènes qui ont coutume d’accompagner les embrasements de cette montagne; 1741, in-12.